# Zooniverse
Zooniverse és un portal d'internet de ciència ciutadana en propietat i controlat per Citizen Science Alliance. L'organització va créixer del projecte original de Galaxy Zoo i ara compta amb més d'una dotzena de projectes que permeten als voluntaris participar en investigacions científiques. A diferència dels primers projectes de ciència ciutadana a través d'Internet (com el cas de SETI@home) que utilitzen la capacitat de processament restant del maquinari informàtic per analitzar les dades, conegut com a computació voluntària, els projectes de Zooniverse requereixen la participació activa de voluntaris humans per completar les tasques d'investigació. Els projectes s'estenen per diverses disciplines incloent astronomia, ecologia, biologia cel·lular, humanitat, i ciència climàtica.
En data de 21 d'agost de 2013, la comunitat de Zooniverse consistia en més de 860.000 voluntaris. Els voluntaris són sovint anomenats col·lectivament com a "Zooites". Les dades recollides de diversos projectes ha permès la publicació de dotzenes d'articles científics.

## Projectes

### Projectes actius
Entre els projectes actius s'inclouen:
| Projecte              | Descripció |
| --------------------- | --- |
| Galaxy Zoo            | La quarta i última encarnació del projecte Galaxy Zoo, on els usuaris se'ls mostren imatges d'una galàxia i després se'ls demana una sèrie de preguntes per classificar la seva morfologia. La mostra actual inclou imatges en desplaçament cap al roig alt de galàxies preses pel Telescopi Espacial Hubble i de galàxies en desplaçament cap al roig baix del Sloan Digital Sky Survey a Nou Mèxic. |
| Moon Zoo              | Imatges d'alta resolució de la superfície de la Lluna proporcionades pel Lunar Reconnaissance Orbiter, per crear un recompte de cràters detallat, obtenint un mapa de la variació en l'edat de les roques lunars. |
| Old Weather           | Zooites utilitza una interfície especial per transcriure digitalment dades meteorològiques i del gel del mar dels llibres de registre de vaixells d'investigació i exploració dels Estats Units en l'Àrtida, que eren al mar, entre 1850 i 1950. Les dades actuals són de la tercera fase del projecte.                                                                                               |
| Solar Stormwatch      | El projecte utilitza dades incloent imatgeria de video de les dues sondes espacials STEREO per registrar la formació i evolució de les ejeccions de massa coronal. |
| Planet Hunters        | Identificar planetes extrasolars en corbes de llum d'estrelles registrades pel telescopi espacial Kepler. |
| The Milky Way Project | Detectar bombolles al medi interstel·lar que indiquen les regions on s'estan produint les primeres etapes de la formació d'estrelles. El projecte utilitza imatges infraroges del Telescopi Espacial Spitzer, així com les dades submil·limètriques de Herschel. |
| SETILive              | SETILive és un projecte que intenta utilitzar éssers humans per identificar possibles senyals de vida extraterrestre intel·ligent que poden ser ignorades per algoritmes informàtics. Les dades provenen d'observacions de ràdio pel Allen Telescope Array d'estrelles en el camp de visió del Kepler.                                                                                                |
| Ancient Lives         | Transcripció de textos del grec dels Papirs d'Oxirrinc. Els papirs pertanyen a la Egypt Exploration Society i els seus textos, finalment, es publicaran i es numeraran en sèrie grecoromana a les Memòries de la Societat. |
| Cyclone Center        | La classificació de ciclons tropicals mitjançant l'ús d'una versió modificada de la tècnica Dvorak. Als voluntaris se'ls mostren una sèrie d'imatges dels sensors infrarojos de satèl·lits meteorològics i se'ls demana una sèrie de preguntes per identificar el tipus i la intensitat de la tempesta.                                                                                               |
| Seafloor Explorer     | Identificar espècies i la cobertura del sòl en les imatges del fons marí per crear una biblioteca dels hàbitats del fons marí. Les imatges provenen d'una càmera robòtica que va analitzar el fons del mar de la costa del nord-est dels Estats Units. |
| Bat Detective         | Supervisió de l'estat de les poblacions de ratpenats, classificant els sons que fan per ecolocalització i fins socials. Les dades van ser registrades originalment usant micròfons ultrasònics; els crits es reprodueixen a una velocitat més lenta dins del rang de l'audició humana, les dades també es mostren visualment en forma d'un espectrograma.                                             |
| Whale FM              | Classificar els sons fets per les orques i seguir els recorreguts dels animals individualment al voltant dels oceans. Els voluntaris poden tant escoltar un clip d'àudio dels sons de balenes i veure les dades com un espectrograma. El projecte s'executa en col·laboració amb Scientific American.                                                                                                 |
| Cell Slider           | Am l'ús d'imatges de Cancer Research UK, els voluntaris ajuden a classificar les mostres de càncer arxivats. |
| Planet Four           | Els usuaris analitzen imatges de la superfície de Mart, preses prop del casquet polar sud de Mart. Les classificacions inclouen els tornados i taques causades per la sublimació de gas i guèisers sota el gel de diòxid de carboni. Les imatges provenen de la càmera HiRISE a bord del Mars Reconnaissance Orbiter.                                                                                 |
| Notes from Nature     | Transcripció de registres de museus per obtenir dades històriques de la biodiversitat. |
| Snapshot Serengeti    | La classificació dels animals en el Parc Nacional del Serengeti in Tanzània utilitzant imatges recollides de 225 càmeres trampa. L'objectiu és estudiar com les espècies es distribueixen a través del paisatge i interaccionen amb els altres. |
| Space Warps           | La cerca de lents gravitatòries creades per galàxies massives en l'espai llunyà. |
| Plankton Portal       | Classificar plàncton a partir d'imatges obtingudes pel In Situ Ichthyoplankton Imaging System per entendre com es distribueixen els tipus de plàncton en una varietat de profunditats de l'oceà. La informació es pot utilitzar per mapejar els nivells oceànics de diòxid de carboni, ja que el plàncton proporciona un indicador vàlid.                                                             |
| Worm Watch Lab        | Veure videos de cucs nematodes per recollir les dades genètiques que ajuden la investigació mèdica. |

### Projectes finalitzats
Segons el lloc Zooniverse, aquests projectes ja estan retirats:
| Projecte                     | Descripció |
| ---------------------------- | --- |
| Galaxy Zoo Mergers           | Imatges comparades de galàxies descobertes pel Galaxy Zoo original a simulacions per estudiar la dinàmica de galàxies interaccionant. |
| Galaxy Zoo Supernovae        | Va utilitzar dades del sondeig de Palomar Transient Factory per a la recerca de supernoves per a un ràpid estudi de seguiment amb telescopis de tot el món. |
| Ice Hunters                  | Va identificar objectes del cinturó de Kuiper (KBOs) per als possibles objectius futurs de la nau espacial New Horizons. També es van identificar estrelles variables i asteroides. Va fer ús de la revisió humana de imatges sostrades de diversos telescopis.                                                                         |
| Old Weather Phases One & Two | Entre octubre de 2010 i juliol de 2012, uns 16.400 voluntaris van transcriure les dades del temps en 1.090.745 pàgines dels llibres de registre dels vaixells de la Royal Navy durant la Primera Guerra Mundial. El projecte va generar 1,6 milions d'observacions climàtiques que seran utilitzades per millorar els models climàtics. |
| Andromeda Project            | Va utilitzar imatges del Telescopi Espacial Hubble per identificar cúmuls estel·lars en la Gran galàxia d'Andròmeda així com les galàxies distants ocultes en el fons dels camps d'estrelles. |